# 波隆基
50°29′3″N 32°32′2″E / 50.48417°N 32.53389°E
波隆基（烏克蘭語：Полонки），是烏克蘭的村落，位於該國北部切爾尼戈夫州，由普里盧基區負責管轄，始建於1666年，面積2.35平方公里，海拔高度107米，2001年人口339，人口密度每平方公里144.2人。